# Junkers Ju 188
Junkers Ju 188 je bilo nemško dvomotorno letalo za časa druge svetovne vojne. Zasnovan je bil kot naslednik znanega Ju 88. Proizvodnja je obsegala okrog 1200 letal v dveh glavnih različicah, izvidniški in bombniški. Navkljub številnim odlikam je prišel prepozno in v premajhnem številu, da bi lahko v večji meri vplival na potek vojne.

## Specifikacije (Ju 188E)
Splošne karakteristike
- Posadka: 5
- Dolžina: 15 m (49 ft 1 in)
- Razpon kril: 22 m (72 ft 2 in)
- Višina: 4,4 m (14 ft 7 in)
- Površina kril: 56 m² (603 sq ft)
- Teža praznega letala: 9900 kg (21825 lb)
- Naložena teža: 14500 kg (31967 lb)
- Pogon letala: 2 ×  BMW 801 G-2 1, 1700 KM (1250 kW)  vsak

 Zmogljivost 
- Maks. hitrost: 499 km/h (310 mph)
- Doseg: 2190 km (1360 milj)
- Višina leta: 9500 m (31170 ft)
- Obremenitev kril: 258,9 kg/m² (53,0 lb/sq ft)
- Razmerje moč/teža: 0,175 kW/kg (0,106 KM/lb)

Oborožitev

- Strelno orožje: 1 × 20 mm MG 151/20 top
- 3 × 13 mm (.51 in) MG 131 strojnice
- Bombe: 3.000 kg (6612 lb)

### Podobna letala istega obdobja
- Junkers Ju 86, predhodnik Ju 88
- Junkers Ju 88, predhodnik Ju 188
- Junkers Ju 388, naslednik Ju 188
- Dornier Do 217, nemški konkurent Ju 188